# Boethella canilae
Boethella canilae är en stekelart som beskrevs av Bennett 2003. Boethella canilae ingår i släktet Boethella och familjen brokparasitsteklar. Inga underarter finns listade.